# Joseph Hahn
Joseph Hahn, també conegut com a Joe Hahn, Chairman Hahn i Mr. Hahn (Dallas, Texas, 15 de març del 1977) és conegut pel seu paper de DJ al grup de nu metal Linkin Park. Va néixer a Dallas, però es va criar en Glendale (Califòrnia). Després de la seva graduació al Herbert Hoover High School, es va interessar per les arts visuals i va decidir estudiar a l'Art Center College of Design a Pasadena, Califòrnia, amb el seu futur company de grup, Mike Shinoda. El seu camp era la il·lustració però ho va decidir deixar per seguir una carrera de supervisor d'efectes especials en pel·lícules i programes de televisió com ara The X-files, Sphere i Dune. Hahn es va unir al grup Linkin Park, anomenat aleshores Xero, l'any 1997 com a DJ del grup.